# Creu de l'Aviador (Països Baixos)
La Creu de l'Aviador (neerlandès: Vliegerkruis) és una condecoració dels Països Baixos, creada el 9 d'agost de 1941 per la Reina Guillermina. És atorgada als soldats al servei del Regne dels Països Baixos, per les seves accions d'iniciativa, valor i obstinació enfront de l'enemic durant un o més vols en avió. També pot ser atorgada a civils si acompleixen les condicions anteriors. És la cinquena condecoració al valor dels Països Baixos, i se situa després de la Creu al Mèrit
La creació va ser obra del Govern neerlandès a l'exili, i per desig exprés de la Reina Guillermina conforme volia una condecoració pels aviadors. La comissió encarregada començà a debatre sobre si fer una Creu de Vols en Or i Plata. Pel seu costat, el Príncep Bernat proposà que es fes una versió neerlandesa de la  Creu dels Vols Distingits i la Creu de la Força Aèria britàniques en forma de distinció en Or i Plata per les "accions contra l'enemic" i les "accions en connexió amb accions hostils". La decisió final va ser la creació d'una distinció en grau únic que unia totes les propostes.
La primera concessió tingué lloc el 3 d'octubre de 1941. Durant els anys de la Segona Guerra Mundial, 31 homes la reberen en dues ocasions i un en tres ocasions. 88 estrangers, pertanyents a 9 diferents nacionalitats, l'han rebut.
Fins al 2007 s'han atorgat 735, sent la darrera l'atorgada al pilot de F16 Major M. Duivesteijn, pel valor i perseverança que mostrà durant un vol a l'antiga Iugoslàvia el 1999. Entre els receptors trobem al Príncep Bernat dels Països Baixos o a Erik Hazelhoff Roelfzema.

## Disseny
Una creu pattée de bronze amb un medalló al centre. Al mig del medalló hi ha una àguila en ple vol i, sobre ella, la inscripció "1941". Al voltant del medalló hi ha un anell amb la inscripció "INITIATIEF MOED VOLHARDING" (Obstinació Valor Iniciativa), amb una corona real a la part superior. El revers és llis.
El galó consisteix en franges alternes blanques i taronges, inclinades cap a l'esquerra a 45° de la vertical (el taronja apareix a la punta inferior esquerra).
Les següents condecoracions s'indiquen amb un número aràbic sobre el galó. Quan s'atorgaven por menció honorífica, lluïa una corona sobre el galó; però aquesta pràctica s'abandonà quan el 1944 s'instaurà el Lleó de Bronze.